# Чжоу Люйсинь
Чжоу Люйси́нь (кит. упр. 周吕鑫, пиньинь Zhōu Lǚxīn; род. 31 июля 1988) — китайский прыгун в воду, чемпион Азиатских игр, призёр Олимпийских игр и чемпионатов мира.

## Биография
Родился в 1988 году в Уху (провинция Аньхой). С 1998 года начал заниматься прыжками в воду. В 2004 году вошёл в национальную сборную.
В 2006 году стал серебряным призёром Азиатских игр. В 2007 году завоевал серебряную медаль чемпионата мира. В 2008 году принял участие в Олимпийских играх в Пекине, где стал обладателем серебряной медали. На чемпионате мира 2009 года стал обладателем бронзовой медали. В 2010 году стал чемпионом Азиатских игр.